# Fatbursjungfru
Fatbursjungfru är en yrkesbeteckning vid Kungliga Hovstaterna. En fatbursjungfru har som uppgift att svara för tvätten och linneförrådet vid hovet. Fatbur är ett äldre namn för linneförråd. 
Historiskt tjänstgjorde en fatbursjungfru eller fatburspiga, liksom tvätterskor och sömmerskor, i fatburen under fatburshustrun (från 1719 kallad åldfrun).